# Dècada del 800

## Esdeveniments
- 800 - el Papa Lleó III corona Carlemany com a Emperador d'Occident
- Carlemany avança fins a Barcelona
- Primer document on apareix el nom de Castella
- Berà es converteix en el primer comte de Barcelona
- Primera moneda de paper a la Xina, antecessora dels bitllets
- 808 - Els francs conquereixen Tarragona
- Arribada de monjos irlandesos a Islàndia
- Querella del Filioque entre l'Imperi Romà d'Orient i Roma, que portarà a la divisió del cristianisme
- Aparició de la versió en àrab clàssic de Les mil i una nits

## Personatges destacats
- Carlemany
- Berà
- Lluís I el Pietós